# Punter

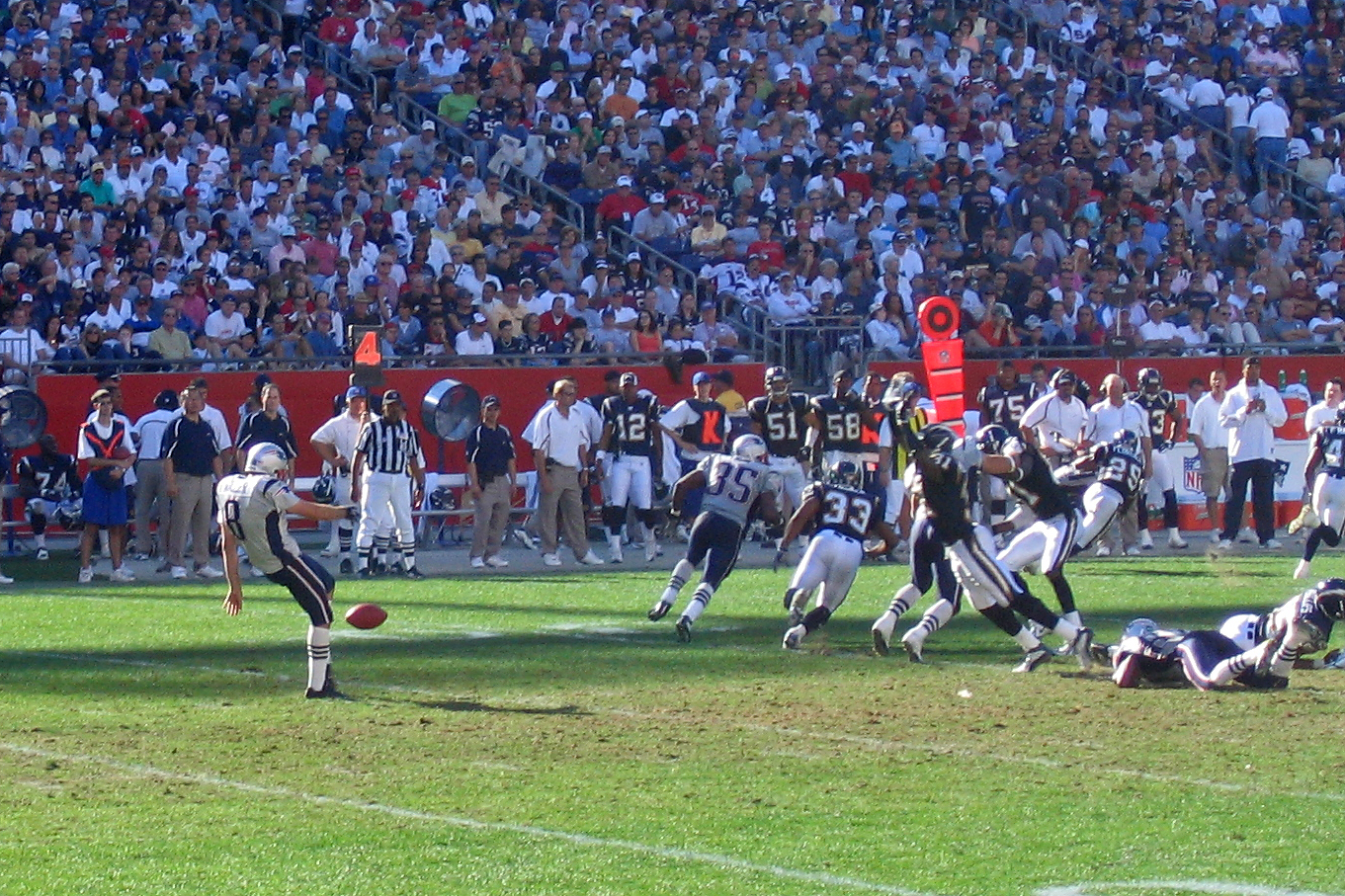
Josh Miller macht einen Punt für die New England Patriots.

Als Punter bezeichnet man im American Football den Spieler, der für die Punts zuständig ist. Der Punter ist neben dem Kicker einer der „Spezialisten“, also jemand, der weder in der Offense noch in der Defense spielt, sondern in den so genannten Special Teams.
Da die Positionen miteinander verwandt sind, kommt es nicht selten vor, dass in Amateurmannschaften für beide derselbe Spieler eingesetzt wird. Ein guter Punter muss wie ein Kicker ein gutes Schussbein sowie eine gute Technik aufweisen können, denn auch hier wird ihm der Ball erst zugesnappt und er muss dann möglichst weit und genau geschossen werden. Jedoch sind gute Nerven nicht vonnöten, da der Punt eher ein Befreiungsschlag denn eine Punktmöglichkeit ist. Deshalb ist der geringe Einsatz des Punters ein Indikator für die Überlegenheit seiner Mannschaft.
Durchschnittliche Punts haben eine Weite von 30 bis 40 Yards, Spitzenwerte liegen bei über 80 Yards. Auf die Weite alleine kommt es bei einem Punt jedoch nicht an, da der Ball lange in der Luft bleiben muss (Hangtime), damit die Spieler des puntenden Teams so weit wie möglich in die Richtung des Returners vordringen können, um ihn zu stoppen. Gute Punter verfügen zusätzlich über die Fähigkeit, dem Football Effet zu geben, der beim Gegner sog. muffs (dt.: fehlgeschlagenes Fangen) provoziert, die in einem Fumble resultiert.
Wird etwa von der Mittellinie oder gar näher zur gegnerischen Endzone gepuntet, so sollte der Football an, aber nicht in die gegnerische Endzone getreten werden: Beim Flug in die Endzone gibt es ein unerwünschtes Touchback, das dem gegnerischen Team den Ball an der 20-Yards-Line zurückgibt und den Raumgewinn größtenteils zunichtemacht. Ziel des Punters ist es, in die sogenannten coffin corner (dt.: Todesecke) kurz vor der gegnerischen Endzone fangen bzw. ins Aus gehen zu lassen. Hierbei gilt jeder Punt, der innerhalb der 20-Yards-Linie des Gegners endet („Inside the 20“), als Erfolg. Im Extremfall befindet sich der Gegner sogar an der eigenen Ein-Yard-Linie und somit in der schlechtesten Angriffsposition. Die Distanz zur anderen Endzone betrüge die maximal möglichen 99 Yards. Bei einem Quarterback Sack gibt es wahrscheinlich ein Safety, und bei einer Interception existiert ein hohes Touchdown-Risiko.
Eine weitere Aufgabe vieler Punter ist es, dem Kicker bei Field-Goal-Versuchen als „Holder“ (dt.: Ballhalter) zu dienen, d. h. den Football nach dem Snap zu fangen und für ihn zurechtzulegen.